# Rians, Var
Rians är en kommun i departementet Var i regionen Provence-Alpes-Côte d'Azur i sydöstra Frankrike. Kommunen ligger i kantonen Rians som tillhör arrondissementet Brignoles. År 2022 hade Rians 4 245 invånare.

## Befolkningsutveckling
Antalet invånare i kommunen Rians
| Referens: INSEE |